# Дермот (Арканзас)
Дермот (енгл. Dermott) град је у америчкој савезној држави Арканзас.

## Демографија
По попису из 2010. године број становника је 2.316, што је 976 (-29,6%) становника мање него 2000. године.
| Група             | 2000.         | 2010.         |
| Белци             | 828 (25,2%)   | 466 (20,1%)   |
| Афроамериканци    | 2.412 (73,3%) | 1.802 (77,8%) |
| Азијати           | 10 (0,3%)     | 17 (0,7%)     |
| Хиспаноамериканци | 25 (0,8%)     | 23 (1,0%)     |
| Укупно            | 3.292         | 2.316         |